# George Fissler
George Robert Fissler (New York, 13 ottobre 1906 – Martin, 18 dicembre 1975) è stato un nuotatore statunitense.
Specializzato nello stile libero ha vinto la medaglia d'argento nella staffetta 4x200 m sl alle Olimpiadi di Los Angeles 1932.

## Palmarès
- Olimpiadi
  - Los Angeles 1932: argento nella staffetta 4x200 m sl.